# Brudnowo
Brudnowo – wieś w Polsce położona w województwie kujawsko-pomorskim, w powiecie aleksandrowskim, w gminie Waganiec.

## Podział administracyjny
W latach 1975–1998 miejscowość administracyjnie należała do województwa włocławskiego. Wieś sołecka – zobacz jednostki pomocnicze gminy Waganiec w BIP.

## Demografia
W roku 2009 liczyło 229 mieszkańców. Według Narodowego Spisu Powszechnego (III 2011 r.) ich liczba nie uległa zmianie. Jest siódmą co do wielkości miejscowością gminy Waganiec.

## Położenie
Wieś położona przy autostradzie A1